# 携帯電話投げ
携帯電話投げ（けいたいでんわなげ、フィンランド語: Kännykänheitto、カンニュカンヘイット）とは、2000年にフィンランドで始まった国際的なスポーツである。競技者は携帯電話を投げ、その飛距離やテクニックを競う。

## カテゴリー
通常以下の4つのカテゴリーがある。
1. オリジナル（トラディショナル）部門：上手投げで飛距離を競う。上位3名。
2. オリジナル・チーム部門：最高3人までの競技者が同時に1度だけ投げ、その合計飛距離で競う。
3. フリースタイル部門：投げる際の振り付けの美しさと独創性を競う。
4. ジュニア部門：12歳以下の子どもが対象。飛距離を競う。

競技で使用される携帯電話は各大会のみならず、一つの大会内の各競技者によっても異なる。これは220グラム以上ならどんな携帯電話でも良いとされているためである。
各大会によって自分で好みの電話を選べるものから、大会主催者側が用意するもの、一種類しか使用しないものまである。
2020年現在のルールは、以下の通り。
- 主催者またはスポンサーが電話を提供する[4]。
- さまざまな種類の電話があり、重量は220gから400g。
- すべての競技者は、提供されている電話のいずれかを選択できる。

## 各大会
携帯電話投げ世界選手権大会 (Mobile Phone Throwing World Championships) は2000年以来、毎年フィンランドのサヴォンリンナで開催されている。2020年度は8月20日開催予定。大賞は新しい携帯電話。
初の全国大会（フィンランド国外における全国大会）は2004年6月にノルウェーのトロンハイムで行われ、その後ベルギー、ドイツ、オランダなど他のヨーロッパ諸国も大会を始めるようになった。初の冬季選手権大会は2005年2月にスイスのシュトースで開かれた。英国選手権大会 ( British Championship) は毎年8月にロンドンのトゥーティング・ベック競技場にてエイス・デイ・UKとアクション・エイド・リサイクルの共同主催で行われている。
一般的に全国大会優勝者への賞は世界選手権大会へのエントリー（フィンランド・サヴォンリンナ旅行）である。多くの大会は携帯電話リサイクル団体によって支援されており、リサイクルの宣伝に一役買っている。

## 記録
2019年6月現在。

### 世界記録
- オリジナル部門・男子 世界記録 - 2014年 Dries Feremans  ベルギー 110.42 メートル[6]
- オリジナル部門・女子 世界記録 - 2017年 Ivonne Wiener  オーストリア 67.58メートル

### 世界選手権大会記録
2006年（第6回）世界選手権大会の記録。
- オリジナル部門・男子
  - Lassi Etelätalo  フィンランド 89.00 メートル
  - Mikko Lampi  フィンランド 87.17 メートル
  - Tomi Kurvi  フィンランド 80.20 メートル
- オリジナル部門・女子
  - Eija Laakso  フィンランド 50.83 メートル
  - Sari Säisänen  フィンランド 43.34 メートル
  - Tilde Frölig  スウェーデン 14.99 メートル
- オリジナル・チーム部門
  - Ruoskat  フィンランド 217.85 メートル
  - Ruskan Pasaus  フィンランド 149.84 メートル
  - "Emmä Tiiä"  フィンランド 142.39 メートル
- フリースタイル部門・個人
  - Paavo Kolari  フィンランド 12点
  - Elie Rusthoven  オランダ 10点
- フリースタイル部門・チーム
  - Ruotsin Joukkue  スウェーデン
  - Team Raikulipojat  フィンランド
  - Team Canada  カナダ
- ジュニア部門
  - Jere Selin  フィンランド 57.79 メートル
  - Antti Aikio  フィンランド 50.80 メートル
  - Sami Mikkola  フィンランド 38.45 メートル